# Australijske onlajn baze podataka faune i flore
Australijske onlajn baze podataka faune i flore: Komonvelt Australije i njene razne države održavaju brojne onlajn baze podataka koje obuhvataju i autohtonu i naturalizovanu faunu i floru. Neke su taksonomske, druge su opisne, a deo njih adaptira oba pristupa. U delu ovih baza podataka je uklučena anotacija o ugroženim ili ometajućim vrstama. Spikak koji je naveden ispod nije iscrpan.

## Australijske baze podataka
ABRS (Australijska studija bioloških resursa) lista onlajn resursa:
- Australski imenik faune navodi australsku faunu i daje AFD ID koji se koristi za pronalaženje informacija o australskoj fauni, kao što je koala.[2][3]
- Indeks imena australijskih slatkovodnih algi[4]
- Flora Australije,[5] koja se koristi za id FoAO2, npr. Boronia. Ova baza podataka daje potpun opis postrojenja (za biljke koje su do sada uključene).
- Australijski kovovi,[6] baza podataka čiji glavni identifkator je ID australijskog korova.
- Biljke australijske tropske prašume čiji ATRF id je uvršten u vikipodatke. Početna stranica[7] uključuje lucidni ključ[8] koji omogućava identifikaciju biljaka australijskih tropskih prašuma putem ključa za višestruki pristup.
- Baza podataka profila vrsta i pretnji[9] čiji indeksni identifaktor je Sprat ID.

i brojne druge baze podataka.